# XV Giochi paralimpici estivi
I XV Giochi paralimpici estivi (Jogos Paralímpicos de Verão de 2016) si sono svolti a Rio de Janeiro, in Brasile, dal 7 al 18 settembre 2016. Il luogo e il periodo in cui si è tenuto l'evento l'hanno resa la prima paralimpiade a essere disputata in una stagione invernale, nonché la prima in un paese dell'America Latina e la seconda nell'emisfero australe, dopo Sydney 2000. In questi giochi, per la prima volta, si sono tenute le gare di canoa paralimpica e triathlon paralimpico.

## Assegnazione
Come da accordi del 2001 tra il Comitato Paralimpico Internazionale e il Comitato Olimpico Internazionale, il paese selezionato per ospitare i Giochi olimpici estivi della XXXI Olimpiade ospiterà anche i XV Giochi paralimpici estivi. A seguito della terza e conclusiva votazione tenutasi a Copenaghen, il 2 ottobre 2009, venne designata come città ospitante Rio de Janeiro.
| Risultati assegnazione dei XV Giochi paralimpici | Risultati assegnazione dei XV Giochi paralimpici | Risultati assegnazione dei XV Giochi paralimpici | Risultati assegnazione dei XV Giochi paralimpici | Risultati assegnazione dei XV Giochi paralimpici |
| ------------------------------------------------ | ------------------------------------------------ | ------------------------------------------------ | ------------------------------------------------ | ------------------------------------------------ |
| Città                                            | Nazione                                          | 1º giro                                          | 2º giro                                          | 3º giro                                          |
| Rio de Janeiro                                   | Brasile                                          | 26                                               | 46                                               | 66                                               |
| Madrid                                           | Spagna                                           | 28                                               | 29                                               | 32                                               |
| Tokyo                                            | Giappone                                         | 22                                               | 20                                               | -                                                |
| Chicago                                          | Stati Uniti                                      | 18                                               | -                                                | -                                                |

## Sviluppo e preparazione
I Giochi panamericani del 2007 e i Giochi parapanamericani del 2007 si tennero parallelamente nella stessa città per la prima volta proprio a Rio de Janeiro. Ciò contribuì all'esperienza della città nell'ospitare eventi multisportivi, sia per atleti normodotati sia disabili. Andrew Parsons, presidente del Comitato Olimpico brasiliano, rimarcò che i team organizzativi responsabili per Olimpiadi e Paralimpiadi avevano mantenuto tra loro buone relazioni, riguardo ai loro doveri organizzativi. Parsons inoltre affermò che il suo team aveva imparato molto da Londra 2012.

### Sede di gara
Come gli anni passati, le Paralimpiadi estive del 2016 condividono molti degli impianti delle corrispettive Olimpiadi. Il quartiere Barra da Tijuca ospiterà la maggior parte dei Giochi mentre i restanti si svolgeranno a Copacabana, Maracanã e Deodoro. Barra da Tijuca ospiterà inoltre il Villaggio Olimpico.

#### Zona Barra
- Estádio Aquático Olímpico – Nuoto paralimpico
- Centro Olímpico de Tênis – Tennis in carrozzina e calcio a 5 per ciechi
- Arena Carioca 1 – Pallacanestro in carrozzina e rugby in carrozzina
- Arena Carioca 2 – Boccia
- Arena Carioca 3 – Judo paralimpico e scherma in carrozzina
- Arena do Futuro – Goalball
- Riocentro – Pallavolo paralimpica, pesistica paralimpica e tennistavolo paralimpico
- Spiaggia di Pontal - ciclismo su strada
- Velódromo Olímpico do Rio –  ciclismo su pista
- Arena Olímpica do Rio – Pallacanestro in carrozzina

#### Zona Deodoro
- Centro Nacional de Tiro – Tiro paralimpico
- Centro Nacional de Hóquei –  Calcio a 7-un-lato
- Centro Nacional de Hipismo – Equitazione paralimpica

#### Zona Maracanã
- Estádio Maracanã – Cerimonie d'apertura e chiusura
- Estádio Olímpico Havelange – Atletica leggera paralimpica
- Sambodromo di Rio de Janeiro – Tiro con l'arco paralimpico

#### Zona Copacabana
- Forte di Copacabana – Paratriathlon e maratona
- Marina da Glória – Vela paralimpica
- Laguna Rodrigo de Freitas – Canoa paralimpica e canottaggio paralimpico

### Simboli

#### Torcia
Per ciascuna delle Regioni del Brasile venne selezionata una città e per ognuna ci sarà una staffetta che terminerà in un unico calderone paralimpico. Le città sono Belém nella Regione Nord, Natal nella Regione Nord-Est, Brasilia in qualità di capitale federale e per la Regione Centro-Ovest, San Paolo nella Regione Sud-Est e Joinville nella Regione Sud. Nel frattempo, per la prima volta per i Giochi estivi, la fiamma verrà acceso a Stoke Mandeville, nel Regno Unito. Dalle sei città, le fiamme verranno inviate a Rio, dove saranno combinate in un'unica fiamma paralimpica il 5 settembre. La fiamma unificata verrà poi condotta attorno a Rio per quarantotto ore prima della cerimonia di apertura, durante la quale il calderone paralimpico sarà acceso allo Stadio Maracanã.

#### Mascotte
La mascotte ufficiale della XXXI Olimpiade e della XV Paralimpiade furono rese pubbliche il 24 novembre 2014, i cui nomi sono rispettivamente Vinicius e Tom, scelte attraverso una votazione pubblica il cui risultato fu annunciato il 14 dicembre 2015. In memoria del musicista brasiliano Tom Jobim, la mascotte paralimpica rappresenta la flora brasiliana. La favola che narra la storia di queste mascotte racconta che esse nacquero dalla gioia dei brasiliani dopo aver saputo che avrebbero ospitato i Giochi. L'intento delle mascotte è quella di riflettere le diversità culturali e di origine presenti in Brasile.

## I Giochi

### Paesi partecipanti
A quest'edizione parteciparono in totale 4342 atleti provenienti da 159 Paesi. La possibilità di qualificarsi è durata fino a pochi giorni prima dell'inizio dei Giochi.
- Afghanistan (1)
- Algeria (60)
- Angola (4)
- Arabia Saudita (3)
- Argentina (84)
- Armenia (2)
- Aruba (1)
- Atleti Paralimpici Individuali (2)
- Australia (177)
- Austria (27)
- Azerbaigian (25)
- Bielorussia (20)
- Belgio (29)
- Benin (1)
- Bermuda (2)
- Birmania (2)
- Bosnia ed Erzegovina (14)
- Botswana (1)
- Brasile (285)
- Brunei (2)
- Bulgaria (7)
- Burkina Faso (1)
- Burundi (1)
- Cambogia (1)
- Camerun (1)
- Canada (153)
- Capo Verde (2)
- Cile (15)
- Cina (308)
- Colombia (39)
- Comore (1)
- Corea del Nord (2)
- Corea del Sud (82)
- Costa d'Avorio (5)
- Costa Rica (3)
- Croazia (19)
- Cuba (22)
- Cipro (2)
- Danimarca (21)
- Ecuador (5)
- Egitto (45)
- El Salvador (1)
- Emirati Arabi Uniti (18)
- Estonia (6)
- Etiopia (5)
- Fær Øer (1)
- Figi (2)
- Filippine (5)
- Finlandia (26)
- Francia (123)
- Gabon (1)
- Gambia (1)
- Georgia (5)
- Germania (155)
- Ghana (3)
- Giamaica (3)
- Giappone (132)
- Giordania (10)
- Gran Bretagna (264)
- Grecia (60)
- Guatemala (1)
- Guinea (1)
- Guinea-Bissau (1)
- Haiti (1)
- Honduras (2)
- Hong Kong (24)
- India (19)
- Indonesia (9)
- Iran (110)
- Iraq (14)
- Irlanda (44)
- Islanda (5)
- Isole Vergini Americane (1)
- Israele (33)
- Italia (101)
- Kazakistan (11)
- Kenya (19)
- Kuwait (6)
- Kirghizistan (3)
- Laos (1)
- Lettonia (11)
- Lesotho (2)
- Libia (3)
- Lituania (13)
- Lussemburgo (3)
- Macao (1)
- Macedonia (2)
- Madagascar (1)
- Malawi (1)
- Malaysia (19)
- Mali (2)
- Malta (1)
- Marocco (26)
- Mauritius (2)
- Messico (71)
- Moldavia (3)
- Mongolia (8)
- Montenegro (2)
- Mozambico (1)
- Namibia (10)
- Nepal (2)
- Nicaragua (3)
- Niger (2)
- Nigeria (23)
- Norvegia (25)
- Nuova Zelanda (31)
- Oman (2)
- Paesi Bassi (120)
- Pakistan (1)
- Palestina (1)
- Panama (2)
- Papua Nuova Guinea (2)
- Perù (6)
- Polonia (90)
- Portogallo (37)
- Porto Rico (4)
- Qatar (3)
- Rep. Ceca (37)
- Rep. Centrafricana (1)
- Rep. del Congo (1)
- RD del Congo (2)
- Rep. Dominicana (2)
- Romania (12)
- Ruanda (13)
- Samoa (2)
- São Tomé e Príncipe (1)
- Senegal (2)
- Serbia (16)
- Seychelles (1)
- Sierra Leone (1)
- Siria (2)
- Singapore (13)
- Slovacchia (28)
- Slovenia (8)
- Somalia (1)
- Spagna (113)
- Sri Lanka (9)
- Stati Uniti (279)
- Sudafrica (44)
- Suriname (1)
- Svezia (58)
- Svizzera (24)
- Taipei Cinese (13)
- Tagikistan (1)
- Tanzania (1)
- Thailandia (45)
- Timor Est (2)
- Togo (1)
- Tonga (2)
- Trinidad e Tobago (3)
- Tunisia (31)
- Turchia (81)
- Turkmenistan (2)
- Uganda (1)
- Ucraina (168)
- Ungheria (43)
- Uruguay (4)
- Uzbekistan (32)
- Venezuela (23)
- Vietnam (11)
- Zimbabwe (6)

### Discipline
Nel programma della XV Paralimpiade sono presenti ventidue discipline, due in più rispetto ai precedenti giochi, per via dell'introduzione della canoa e del triathlon.
- Atletica leggera paralimpica
- Bocce
- Calcio a 5 per ciechi
- Calcio a 7-un-lato
- Canoa paralimpica
- Canottaggio paralimpico
- Ciclismo su pista paralimpico
- Ciclismo su strada paralimpico
- Equitazione paralimpica
- Goalball
- Judo paralimpico
- Nuoto paralimpico
- Pallacanestro in carrozzina
- Pallavolo paralimpica
- Paratriathlon
- Powerlifting paralimpico
- Rugby in carrozzina
- Scherma in carrozzina
- Tennis in carrozzina
- Tennistavolo paralimpico
- Tiro paralimpico
- Tiro con l'arco paralimpico
- Vela paralimpica

### Calendario degli eventi
Le gare si sono tenute dall'8 al 18 settembre. Le cerimonie di apertura e di chiusura si sono svolte presso il Maracanã.
| CA | Cerimonia di apertura | ● | Competizioni | 1 | Finali | CC | Cerimonia di chiusura |

| Settembre                   | Settembre                   | 7 Mer | 8 Gio | 9 Ven | 10 Sab | 11 Dom | 12 Lun | 13 Mar | 14 Mer | 15 Gio | 16 Ven | 17 Sab | 18 Dom | Totale |
| --------------------------- | --------------------------- | ----- | ----- | ----- | ------ | ------ | ------ | ------ | ------ | ------ | ------ | ------ | ------ | ------ |
| Cerimonie                   | Cerimonie                   | CA    |       |       |        |        |        |        |        |        |        |        | CC     |        |
| Atletica leggera            | Atletica leggera            |       | 10    | 20    | 16     | 19     | 14     | 19     | 14     | 19     | 16     | 25     | 5      | 177    |
| Bocce                       | Bocce                       |       |       |       | ●      | ●      | 3      | ●      | ●      | ●      | 4      |        |        | 7      |
| Calcio a 5 per ciechi       | Calcio a 5 per ciechi       |       |       | ●     |        | ●      |        | ●      |        | ●      |        | 1      |        | 1      |
| Calcio a 7-un-lato          | Calcio a 7-un-lato          |       | ●     |       | ●      |        | ●      |        | ●      |        | 1      |        |        | 1      |
| Canoa                       | Canoa                       |       |       |       |        |        |        |        | ●      | 6      |        |        |        | 6      |
| Canottaggio                 | Canottaggio                 |       |       | ●     | ●      | 4      |        |        |        |        |        |        |        | 4      |
| Ciclismo                    | Ciclismo su pista           |       | 4     | 5     | 5      | 3      |        |        |        |        |        |        |        | 17     |
| Ciclismo                    | Ciclismo su strada          |       |       |       |        |        |        |        | 8      | 8      | 8      | 9      |        | 33     |
| Equitazione                 | Equitazione                 |       |       |       |        | ●      | ●      | 1      | 2      | 2      | 6      |        |        | 11     |
| Goalball                    | Goalball                    |       | ●     | ●     | ●      | ●      | ●      | ●      | ●      | ●      | 2      |        |        | 2      |
| Judo                        | Judo                        |       | 4     | 4     | 5      |        |        |        |        |        |        |        |        | 13     |
| Nuoto                       | Nuoto                       |       | 16    | 16    | 14     | 15     | 16     | 15     | 15     | 14     | 16     | 15     |        | 152    |
| Pallacanestro in carrozzina | Pallacanestro in carrozzina |       | ●     | ●     | ●      | ●      | ●      | ●      | ●      | ●      | 1      | 1      |        | 2      |
| Pallavolo paralimpica       | Pallavolo paralimpica       |       |       | ●     | ●      | ●      | ●      | ●      | ●      | ●      | ●      | 1      | 1      | 2      |
| Paratriathlon               | Paratriathlon               |       |       |       | 3      | 3      |        |        |        |        |        |        |        | 6      |
| Powerlifting                | Powerlifting                |       | 2     | 3     | 3      | 3      | 3      | 3      | 3      |        |        |        |        | 20     |
| Rugby in carrozzina         | Rugby in carrozzina         |       |       |       |        |        |        |        | ●      | ●      | ●      | ●      | 1      | 1      |
| Scherma in carrozzina       | Scherma in carrozzina       |       |       |       |        |        | 2      | 4      | 4      | 2      | 2      |        |        | 14     |
| Tennis in carrozzina        | Tennis in carrozzina        |       |       | ●     | ●      | ●      | ●      | 1      | 1      | 2      | 2      |        |        | 6      |
| Tennistavolo                | Tennistavolo                |       | ●     | ●     | ●      | 5      | 8      | 8      | ●      | ●      | 4      | 4      |        | 29     |
| Tiro                        | Tiro                        |       | 2     | 2     | 2      | 1      | 1      | 2      | 2      |        |        |        |        | 12     |
| Tiro con l'arco             | Tiro con l'arco             |       |       |       | ●      | 1      | 1      | 1      | 1      | 1      | 2      | 2      |        | 9      |
| Vela                        | Vela                        |       |       |       |        |        | ●      | ●      | ●      | ●      | ●      | 3      |        | 3      |
| Medaglie                    | Medaglie                    | 0     | 38    | 50    | 48     | 54     | 48     | 54     | 50     | 54     | 65     | 61     | 6      | 528    |
| Settembre                   | Settembre                   | 7 Mer | 8 Gio | 9 Ven | 10 Sab | 11 Dom | 12 Lun | 13 Mar | 14 Mer | 15 Gio | 16 Ven | 17 Sab | 18 Dom | Totale |

### Cerimonia di apertura
La cerimonia di apertura dei XV Giochi paralimpici estivi si è svolta il 7 settembre 2016 presso lo stadio Maracanã di Rio de Janeiro.

## Medagliere
Di seguito, il medagliere delle prime dieci posizioni, aggiornato al 17 settembre 2016.
  Nazione ospitante 
| Pos. | Paese         | Oro | Argento | Bronzo | Totale |
| ---- | ------------- | --- | ------- | ------ | ------ |
| 1    | Cina          | 104 | 81      | 51     | 236    |
| 2    | Gran Bretagna | 64  | 39      | 44     | 147    |
| 3    | Ucraina       | 41  | 37      | 39     | 117    |
| 4    | Stati Uniti   | 40  | 42      | 30     | 112    |
| 5    | Australia     | 21  | 29      | 29     | 79     |
| 6    | Germania      | 18  | 25      | 14     | 57     |
| 7    | Paesi Bassi   | 17  | 19      | 26     | 62     |
| 8    | Brasile       | 14  | 29      | 28     | 71     |
| 9    | Italia        | 10  | 14      | 15     | 39     |
| 10   | Polonia       | 9   | 18      | 12     | 39     |